# Carlos Barbosa-Lima
Carlos Barbosa-Lima (São Paulo, 17 de dezembro de 1944 - Paraty, 23 de fevereiro de 2022) foi um violonista de música popular brasileira.

## Discografia
- ”Mambo nº 5”
- ”O boto”
- ”From Yesterday to Penny Lane”
- ”Twilight in Rio”
- ”Contemporary etudes, preludes & pieces for guitar”
- ”Brazilian Guitar”